# エッダ・ムッソリーニ
エッダ・ムッソリーニ（Edda Mussolini, 1910年9月1日フォルリ - 1995年4月8日ローマ）は、ベニート・ムッソリーニの娘で、ガレアッツォ・チャーノと結婚したため後半生をエッダ・チャーノ（Edda Ciano）として過ごした。チャーノとの間にはファブリツィオ、ライモンダ、マルツィオの三人の子をもうけた。イタリア王国白銀勇敢勲章受章。

## 生涯
1910年9月1日、フォルリにてベニート・ムッソリーニとラケーレ・グイーディの間に長女として生まれた。両親は1910年1月にこの街で同棲を始めていて、彼女は落ちつきのない性格でのちに「マスキアッチョ」(男っぽい)と呼ばれた態度を示していた。彼女は強烈な個性と独立心を持っていた。実際、彼女の父親は後に「イタリアは服従させたけど、自分の娘は決して服従させられないだろうな」(Sono riuscito a sottomettere l'Italia, ma non riuscirò mai a sottomettere mia figlia)と語っている。男勝りの性格もあってか、父がスイス時代の恩師で後に敵対したロシアの女性革命家アンジェリカ・バラバーノフと儲けた子との噂が流れた事もある。
1929年にはローマに移り住み、1930年4月24日にローマでローマ進軍以前からのムッソリーニのスポンサーであったコンスタンツォ・チャーノ（en）提督の息子ガレアッツォ・チャーノと結婚した。その後、チャーノが上海総領事として赴任した中国に1932年まで生活し、そこで長男のファブリツィオをもうけた。エッダは中国滞在中に夢中となった張学良と恋人関係にあったともされる。
1932年10月に来日しており、その際に朝日新聞が架空のインタビュー記事を掲載したと、後年になって当時東京朝日新聞の記者であった渡辺紳一郎が著作の中で自らが創作したものであると告白している。そこではエッダが「日本の駅では『ベニト、ベニト』と盛んに父の名を呼ぶ声がして懐かしかった」と、駅弁売りの「弁当」という売り声から父親のベニート・ムッソリーニの名を連想したと語ったとしている。城戸又一はこれを読んで厳しく批判したが、メディア史研究家である佐藤卓己は渡辺が書いたとされる記事を探したところ、実際の新聞紙上では確認できなかった。
1936年にチャーノは外相に就任した。1938年にドイツ航空相ヘルマン・ゲーリングはこの年に生まれた娘に「エッダ」と名付けている。
1939年のイタリアのアルバニア侵攻後、アルバニアの港町サランダは、エッダの名にちなんでポルト・エッダと改名された。また7月にはタイム誌の表紙を飾り「Lady of the Axis（枢軸の淑女）」というキャッチフレーズが付けられた
。

### 第二次世界大戦
第二次世界大戦中のギリシャ・イタリア戦争時にはイタリア赤十字社のボランティアとして活動した。 1941年3月14日には彼女の乗っていた病院船ヴァローナ（en）がアルバニア沿岸でイギリス空軍の攻撃を受け沈没した。しかしエッダは泳いで岸にたどり着き、一命を取り留めている。その後1943年までアルバニアで赤十字の活動に従事した。

### 夫の助命活動
連合軍のシチリア上陸後の1943年7月25日、父ムッソリーニがファシズム大評議会で糾弾され、指揮権を国王に返還した上で首相を解任、逮捕された。夫でありファシスト党の幹部であったチャーノも義父の解任に賛同した。しかしその後、ムッソリーニがドイツの奇襲で解放され、傀儡国家イタリア社会共和国が成立すると、チャーノの立場は危険なものとなった。チャーノとエッダの家族はドイツで軟禁状態となった。アドルフ・ヒトラーはチャーノら「反逆者」の処刑を要求したが、ムッソリーニはチャーノの助命嘆願をしている。
エッダはチャーノとともに南米行きを父ムッソリーニやヒトラーに訴えたが、ヒトラーはチャーノが回想録を出版する計画を持っていることを察知して拒否した。これを受けてエッダはムッソリーニに「南米行きを援助してくれなければ、ムッソリーニの大スキャンダルを世界に公表する」と手紙を送った。しかしチャーノは10月に逮捕され、ヴェローナのスカルツィ監獄に収容された。11月には代議員大会で裁判が決定され、1944年1月8日から裁判が開かれることになった。エッダはチャーノの救出のため、3人の子供をスイスに逃がし、父に夫の解放を訴えた。しかしムッソリーニは目に涙をためて拒否し、エッダは父の部屋を飛び出した。エッダの兄ヴィットリオの回想によると、エッダは「見ているがいい」と連呼した後に、「私はどんなことがあっても、夫の生命を救ってみせる。子供たちの父親を助けるのが、妻のつとめよ。そのためには、親も家族も、いいえ、全世界を敵にしてもやってやるわ」と啖呵を切ったという。

### チャーノ秘密日記
エッダは取引材料としてチャーノの秘密日記14冊を所持していた。この日記には1937年8月23日から1943年までの機密情報が多く記述されており、ドイツ側としても公表を恐れていた。SD長官エルンスト・カルテンブルンナーは、取引に応じる代わりに日記の一部を要求した。これにエッダは重要ではない会議記録分6冊をドイツ側に渡し、コピーさせた。カルテンブルンナーはエッダとの取引を実行するため、チャーノの脱獄計画「伯爵」をたて、ヒトラーに計画実行の許可を求めた。「伯爵」はスカルツィ監獄を占領し、チャーノをヴェローナ郊外で解放、そして彼がトルコに到着した後に日記を渡すという内容であった。しかし、ヒトラーは「ムッソリーニの問題」であり、ドイツが介入するべきではないと作戦を却下した。しかし、エッダに計画中止の連絡はされなかった。
1月7日午後8時、「伯爵」の実行予定日時にエッダは日記を携えて夫の解放地点に向かった。しかし、彼女が乗っていた自動車が途中でパンクしたため、通りかかった農夫が乗っていた自転車のハンドルの上に座って解放地点に向かった。しかし約束の時間になっても誰も訪れず、「伯爵」が実行されなかったことを知った。エッダはなおも夫の解放を諦めなかったが、彼女に同情したドイツの連絡員の女性が逮捕が必至であることを告げると、スイスに亡命することを決めた。

### 夫の死と父との絶縁

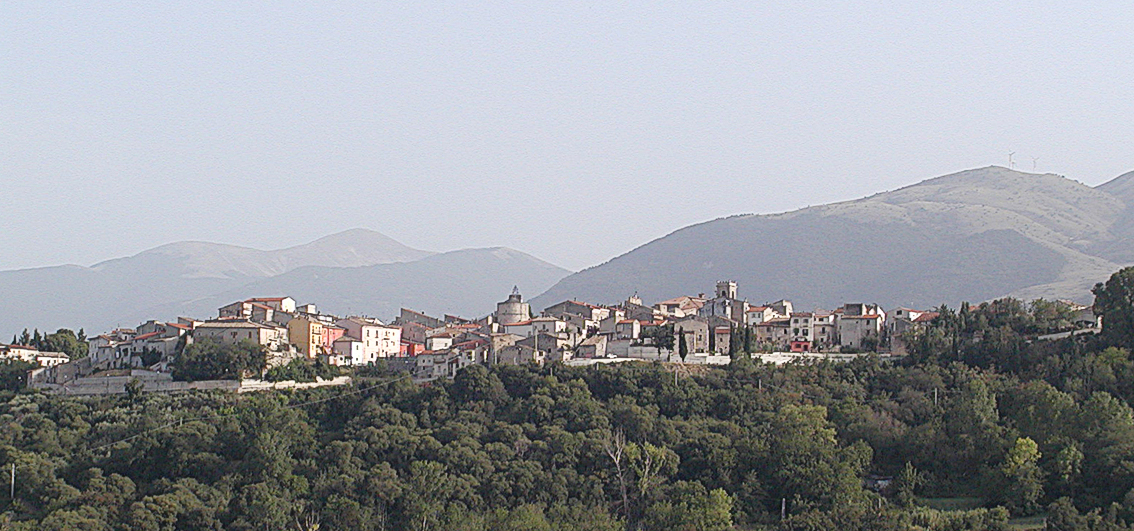
チャーノらの裁判が行われたヴェッキオ城（en）

1月9日、ヴェローナの裁判でチャーノらに死刑が求刑された。午後、エッダは日記を腹部にくくりつけて、妊娠した農婦に変装した上でスイスに亡命した。出発前、ヒトラー、ムッソリーニ、イタリア駐在の南方軍集団司令官アルベルト・ケッセルリンク空軍元帥にあてて手紙を書き、連絡員の女性に手渡した。この手紙で重ねてチャーノの解放を求め、解放が成されなかった場合に日記を公表するという内容であった。ムッソリーニあての手紙では、「ドゥーチェ」と記し、敢えて父とは書かなかった。彼女に同情していた連絡員はエッダが逃亡する時間を稼ぐため、10日になって手紙をドイツ側に手渡した。しかし、この朝にヴェローナ裁判で判決が下り、チャーノにも死刑判決が下った。死刑判決を受けた者達は特赦願いを提出したが、ファシスト党書記官長アレッサンドロ・パヴォリーニ（en）が握りつぶした。1月11日、エッダの手紙を受け取ったムッソリーニは、早朝にイタリアの親衛隊及び警察高級指導者カール・ヴォルフ親衛隊大将に介入するべきか相談したが、彼は不介入を勧告した。このためムッソリーニは動けず、午前9時20分になってチャーノらは処刑された。後に特赦願いが出されていたことを知ったムッソリーニは、「処刑前に渡されていたら受理しただろう」と述べている。
やがて、ムッソリーニはエッダがスイスに亡命したことを知り、娘と和解して日記を取り戻すため、密使としてエッダの幼友達であるパンチノ神父をスイスに送った。しかし、神父と面会したエッダは「ドゥーチェが選ぶ道はただ二つ、地の果てに逃げるか、自殺するかだ」と述べて和解を拒絶した。パンチノ神父の行動を察知したドイツは、日記の奪回を神父に依頼した。しかし彼はエッダに日記が狙われていると告げ、スイスの銀行に預けさせた。その後、エッダはアメリカ合衆国の新聞『シカゴ・デイリー・ニュース』と日記の掲載契約を結んだ。

### 戦後
1945年、エッダはイタリアに帰国した。その後イタリア政府に逮捕され、リーパリ島に幽閉された。12月20日、ファシスト党への協力のかどで2年の実刑を受けた。
1945年7月、『シカゴ・デイリー・ニュース』でチャーノ日記のうち1939年から1943年までの連載が開始された。その後、アメリカとイタリアで単行本が出版され、1953年には1937年から1938年までの分をまとめた単行本が出版された。ただし、1939年から1943年の日記には、エッダが削除した部分があり、完全ではない。
1995年4月8日ローマにて死去した。

## 自伝・伝記
- Edda Ciano La mia vita (Mondadori, Milano, 2001)
- Giordano Bruno Guerri Galeazzo Ciano (Bompiani, Milano, 1979)
- Giordano Bruno Guerri Un amore fascista (Mondadori, Milano, 2005)

## 参考資料
- 児島襄 『第二次世界大戦　ヒトラーの戦い』（文春文庫）全10巻